# Federazione Italiana Sci Nautico e Wakeboard
La Federazione Italiana Surfing Sci Nautico e Wakeboard, nota anche con l'acronimo FISSW, è l'organo di governo, organizzazione e controllo dello sci nautico in Italia con sede a Milano. Fino al 2011 era denominata Federazione Italiana Sci Nautico (FISN), dal 2012 al 2023 denominata Federazione Italiana Sci Nautico e Wakeboard (FISW).

## Storia
Lo sci nautico è uno sport inventato nel 1922 da Ralph Samuelson nel Minnesota, Stati Uniti.
In Italia venne posto sotto i riflettori dal 1948 quando i nomi di Bettoni, Ronchi e Colombo comparirono sul Water Ski Digest come ferventi animatori dello sci nautico in Italia. Due anni dopo, sotto la guida di Fortunato Poletti, venne creata la Unione Italiana Sci Nautico (nota anche con l'acronimo UISN) coordinata dalla Federazione Italiana Motonautica. L'attività svolta dalla UISN si dimostrò efficiente ed in beve tempo vennero organizzate le prime competizioni agonistiche. Nel 1952 la UISN si trasforma in Federazione Italiana Sci Nautico (indipendente dalla federazione coordinatrice precedente) con presidente Gianni Fustinoni e con sede a Milano. Dello stesso anno è il riconoscimento come membro dell'Unione Mondiale Sci Nautico. Nel 1962 la FISN entrò a far parte del CONI come federazione autornoma, per poi diventarne affiliata 10 anni dopo.
Dal 2011 la FISN è diventata Federazione Italiana Sci Nautico e Wakeboard (FISW).

## Gare
Nel 1951 furono organizzati i primi Campionati Italiani Assoluti e nel 1952 la prima manifestazione internazionale, il "Trofeo Miramare", organizzata dal Club Nautico S.Margherita. Negli anni successivi lo stretto rapporto tra club di sci nautico e FISN portò ad un susseguirsi di gare ben organizzate, che permisero alla FISN di mettersi in luce in Europa per capacità tecniche ed organizzative.
Tra le più importanti per le Discipline Classiche l'organizzazione di 4 edizioni dei Campionati Mondiali, rispettivamente nel 1959, nel 1977, nel 1999 all'Idroscalo di Milano, nel 2001 a Recetto (NO); ben 11 edizioni dei Campionati Europei, rispettivamente nel 1954, 1959, 1976, 1984 e 1989 all'Idroscalo di Milano, nel 1964 e 1979 a Castel Gandolfo (Roma), nel 1969, 1970 e 1971 a Canzo (Como) e nel 2004 a Recetto (NO).
Nel settore Velocità ricordiamo l'organizzazione dei Campionati Mondiali nel 1981 e nel 1989 a Lecco (Como) e dei Campionati Europei rispettivamente nel 1992 a Palermo e nel 1996 a Gallipoli; per i Piedi Nudi un'edizione dei Campionati Europei ad Albarella (Rovigo) nel 1999.

## Successi e vittorie
Nel complesso delle 5 discipline sportive (Discipline Classiche, Piedi Nudi, Disabili, Velocità, Wakeboard) la Federazione Italiana Sci Nautico vanta un palmarès tra i primi del mondo. Inoltre è uno degli sport con più medaglie istituzionali (Europee e Mondiali) di tutto lo sport italiano.
Per le Discipline Classiche nel 1959 Piera Castelvetri conquista il primo titolo mondiale in figure. Nel 1961 a Long Beach (USA) Bruno Zaccardi conferma il valore degli italiani aggiudicandosi l'ambito titolo mondiale in combinata. Successivamente, nel 1975, Roby Zucchi diventa campione del mondo in slalom a Thorpe (Inghilterra).
Dal successo di Zucchi l'Italia ha dovuto pazientare all'incirca due decenni prima di ritrovarsi nuovamente sul gradino più alto del podio. Questo ritorno è avvenuto grazie ad Andrea Alessi, lo sciatore italiano più medagliato di tutti i tempi, con l'oro in salto nel 1993 a Singapore. Nel 1995 Stefano Gregorio conquista l'oro ai Campionati Mondiali di Velocità in Belgio. Nel 1997 Gianfranco "Jeff" Onorato vince l'oro in figure ai Campionati Mondiali Disabili in Florida, Stati Uniti e nel 1999, sempre in figure, Susanna Prada vince l'oro ai Campionati Mondiali Disabili in Inghilterra.
Da ricordare la stagione sportiva 2007, soprattutto per il titolo mondiale conquistato da Thomas Degasperi in slalom. Nei Campionati mondiali di Linz, l'atleta trentino si aggiudica l'oro quattordici anni dopo l'ultimo successo continentale di un atleta italiano per quanto concerne le discipline classiche. Nello stesso anno tantissimi i titoli europei in tutte le specialità.

## Organi direttivi
La Federazione Italiana Sci Nautico e Wakeboard è retta da un Consiglio Federale composto dal Presidente della Federazione, da due Vice-Presidenti, da otto Consiglieri e dal Segretario Generale.
L'attuale Presidente della FISW è il Dott. Silvio Falcioni eletto il 31/07/2004 con Assemblea Elettiva Straordinaria e rieletto il 4/12/04 con Assemblea Elettiva Ordinaria.
In ordine cronologico i presidenti della FISW sono stati:
- Remo Cademartori (provvisorio)
- Fortunato Poletti (commissario)
- Gianni Fustinoni
- Ferruccio Quintavalle
- Giuseppe Bolchini
- Ugo Marchelli
- Luigi Carraro
- Franco Carraro
- Giuseppe Verani
- Aldo Franchi
- Roby Zucchi (3 mandati)
- Silvio Falcioni

Avv. Michele Dell'Olio
La FISW fa parte della IWSF (International Water Ski Federation), presieduta da Kuno Ritschard. La Federazione Mondiale è suddivisa al suo interno in tre "Regioni":
- E&A (Europa e Africa)
- PANAM (Regione Panamericana)
- AA (Asia ed Oceania)

La FISW fa capo alla regione E&A.
A livello regionale in Italia troviamo quattro Comitati Regionali rispettivamente in Lombardia, Piemonte, Lazio e Sicilia, regioni molto attive in questo sport